# Галактозмутаротаза
Галактозмутаротаза (сокр. англ. GALM), также альдоза-1-эпимераза (Шифр КФ 5.1.3.3.) — фермент из семейства эпимераз (класс изомеразы), которая катализирует превращение бета-D-галактозы в альфа-D-галактозу процессом мутаротации. Ген, кодирующий данный фермент GALM, локазизован во 2-й хромосоме.